# (5046) Carletonmoore
(5046) Carletonmoore es un asteroide perteneciente al cinturón de asteroides, descubierto el 28 de febrero de 1981 por Schelte John Bus desde el Observatorio de Siding Spring, Nueva Gales del Sur, Australia.

## Designación y nombre
Designado provisionalmente como 1981 DQ. Fue nombrado Carletonmoore en honor al profesor de química y geología en la Universidad Estatal de Arizona, Carleton Moore realizó análisis de carbono, nitrógeno y azufre en muestras lunares traídas con el Apolo.

## Características orbitales
Carletonmoore está situado a una distancia media del Sol de 2,577 ua, pudiendo alejarse hasta 2,751 ua y acercarse hasta 2,403 ua. Su excentricidad es 0,067 y la inclinación orbital 13,38 grados. Emplea 1511,43 días en completar una órbita alrededor del Sol.

## Características físicas
La magnitud absoluta de Carletonmoore es 13. Tiene 6,376 km de diámetro y su albedo se estima en 0,329.